# 文章軌範
《文章軌範》，南宋謝枋得编著的文選評集，其书目的在於指導士子科舉考試。本書選文多爲經典之作，評點亦佳，《四庫全書提要》中稱贊此書“凡所標舉，動中窽㑹。要之，古文之法亦不外此矣”。

## 内容
文集共七卷，分別以“侯王將相有種乎”七字為題，前二卷為放膽文，後五卷為小心文，放膽文前面又寫著“凡學文，初要膽大，終要心小──由粗入細，由俗入雅，由繁入簡，由豪蕩入純粹。此集皆麤枝大葉之文……”。明王守仁又為本書作序。
七卷共選錄了漢、晉、唐、宋十五位作家的六十九篇作品，以韩愈《与于襄阳书》為開首第一篇，韩愈《送李愿归盘谷序》及陶渊明《归去来辞》结尾；其中韓愈文最多，共三十二篇，蘇軾文十二篇，柳宗元、歐陽修文各五篇，蘇洵文四篇，大致以唐宋文為主。
選文多有謝枋得批註圈點，闡明其篇章的“放膽”、“小心”、“幾字句”等法。卷六《岳陽樓記》，卷七《祭田橫文》、《上梅直講書》、《三槐堂銘表忠觀碑》、《後赤壁賦》、《阿房宮賦》、《送李愿歸盤谷序》等七篇皆有圈点而无批注，因选注者尚無獨特之見解。而《前出师表》、《归去来辞》兩篇則連圈點也沒有，其門人王淵濟在本書跋中解釋說：「漢丞相、晉處士之大義清節，乃枋得所深致意，非附會也。」
《文章軌範》中引用安子順之說：「讀諸葛亮《出師表》不墮淚者不忠，讀李密《陳情表》不墮淚者不孝，讀韓愈《祭十二郎文》不墮淚者不慈。」頗爲后人所引。

## 版本
本書流傳後世，有以“九重春色醉仙桃”七字替換“侯王將相有種乎”為各卷標題。《四庫全書提要》對此指出“觀第三巻批有先熟《王》《侯》兩集之語，則此本為枋得原題近刻，乃以意改竄之。雖無闗大義，亦足見坊刻之好改古書，不可據為典要也。”

## 外部連結
- 文章軌範——中國哲學書電子化計劃
- 文章軌範獨學自在 : 近藤元晋編，近藤元粋閲 （页面存档备份，存于）